# Лудъяг
Лудъяг — деревня в Кезском районе Удмуртской республики.

## География
Находится в северо-восточной части Удмуртии на расстоянии приблизительно 29 км на север-северо-запад по прямой от районного центра поселка Кез.

## История
Известна с 1710 года как починок Лудьяк с 8 дворами. В 1873 году (уже деревня Лудьяжская или Лудьяг) учтено 15 дворов, в 1905 — 40, в 1924 — 48. До 2021 года входила в состав Гыинского сельского поселения.

## Население
Постоянное население составляло 46 человек (1710), 209 (1764), 183 (1873), 362 (1905), 324 (1924, все удмурты), 65 человек в 2002 году (удмурты 98 %), 39 в 2012.